# Aeroporto di Varsavia-Chopin

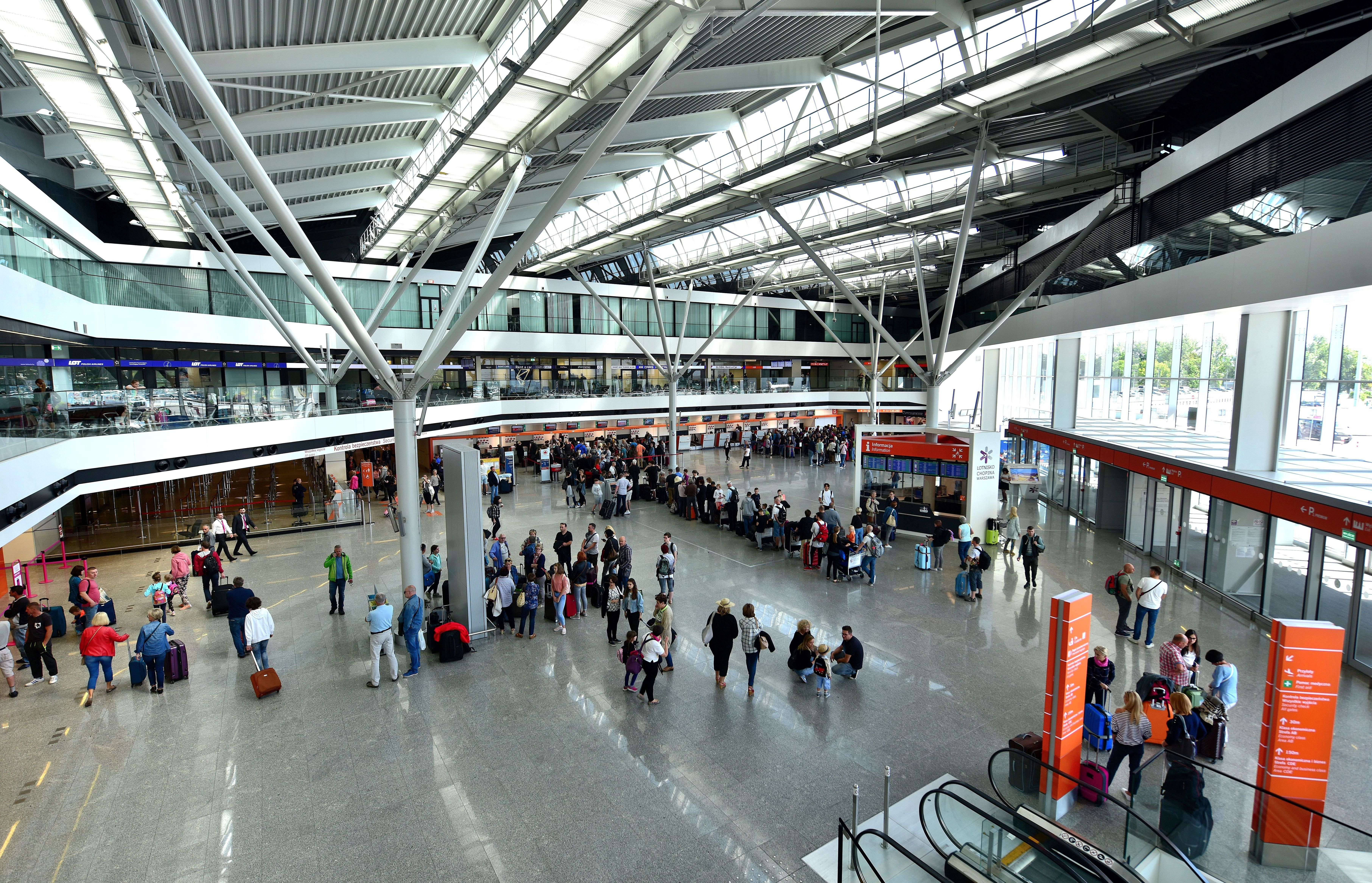
Terminal 1, sala partenze

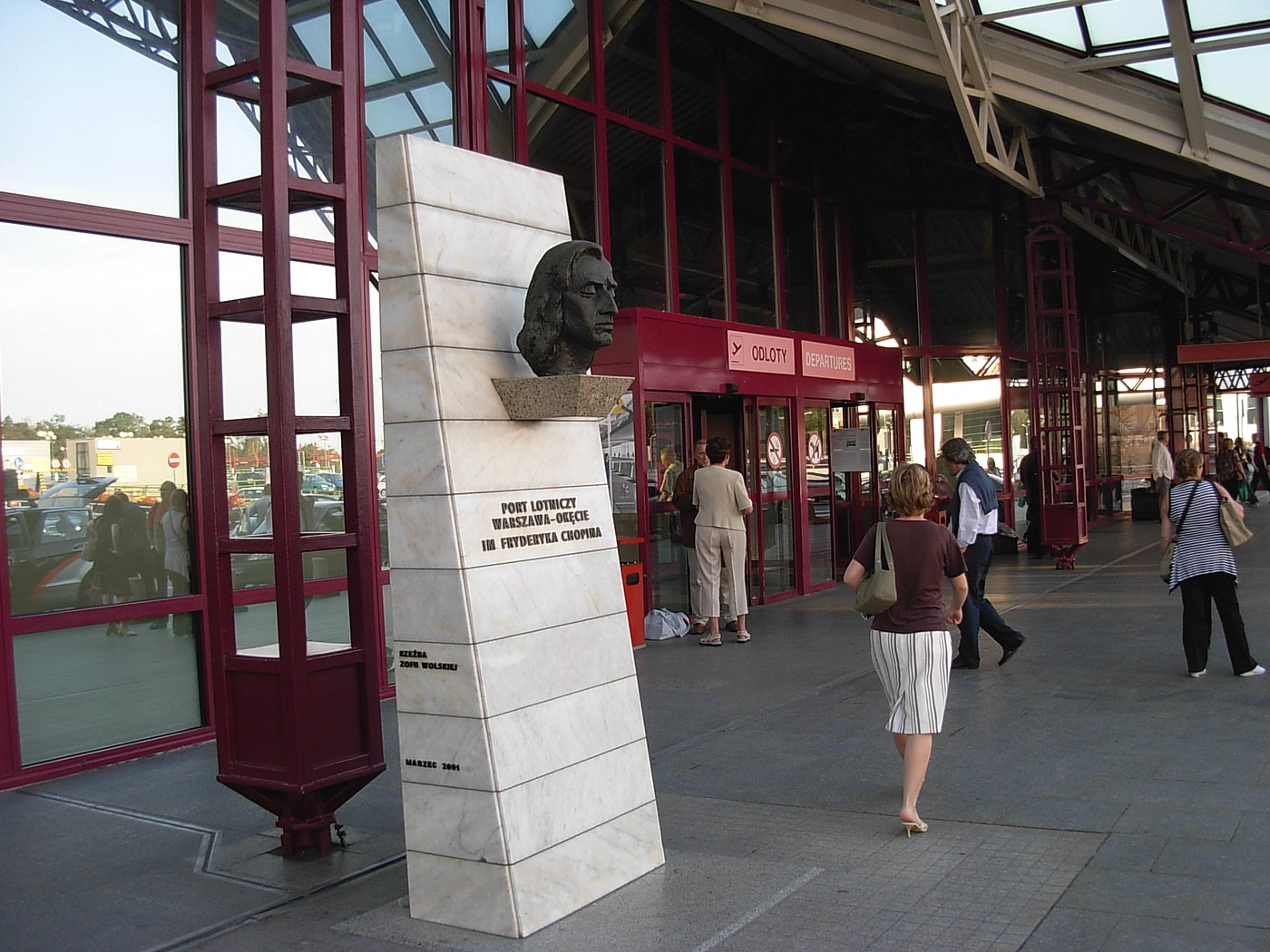
Scultura del volto di Fryderyk Chopin, parte di un monumento all'ingresso del Terminal 1

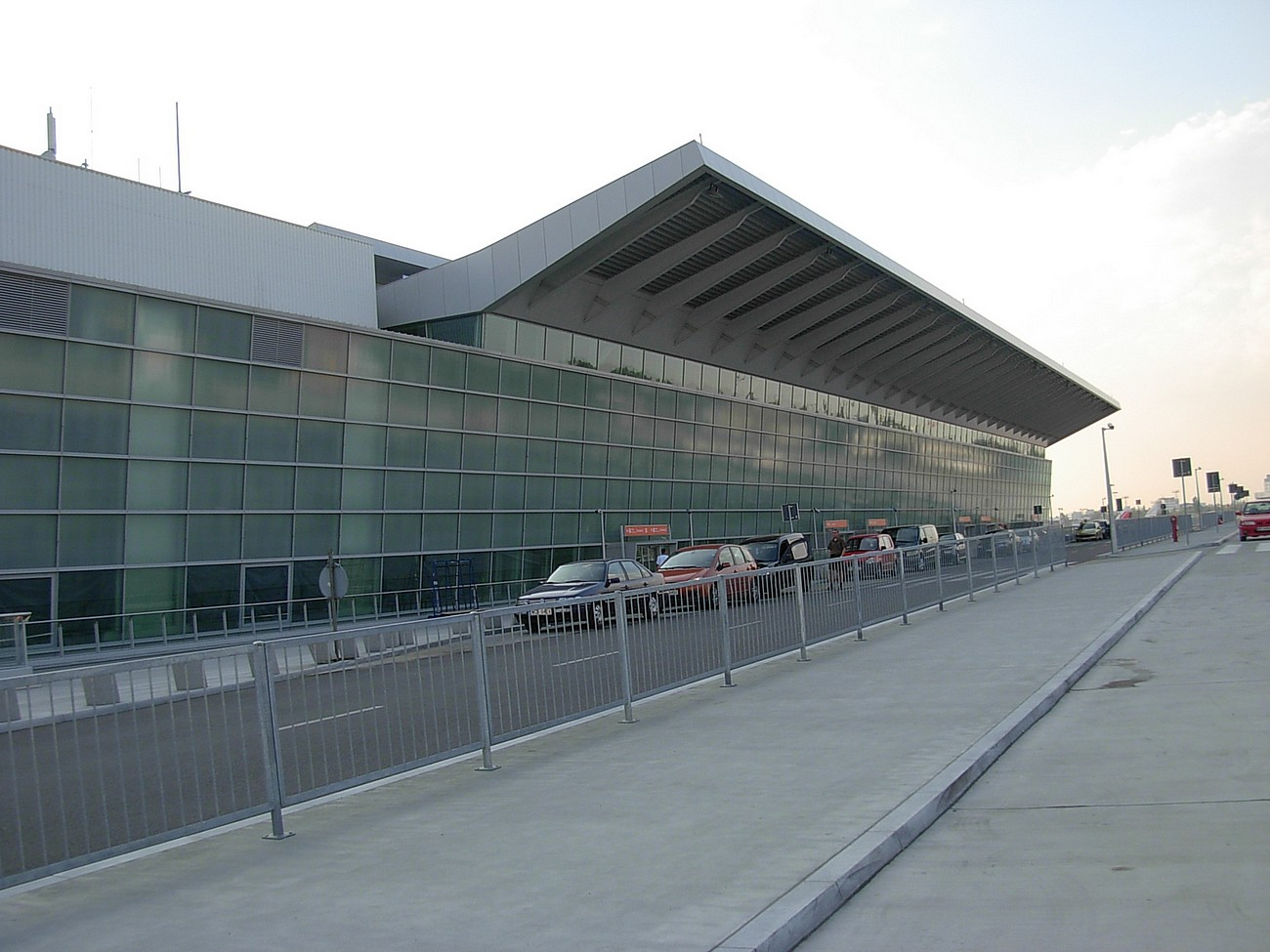
Terminal 2, vista esterna

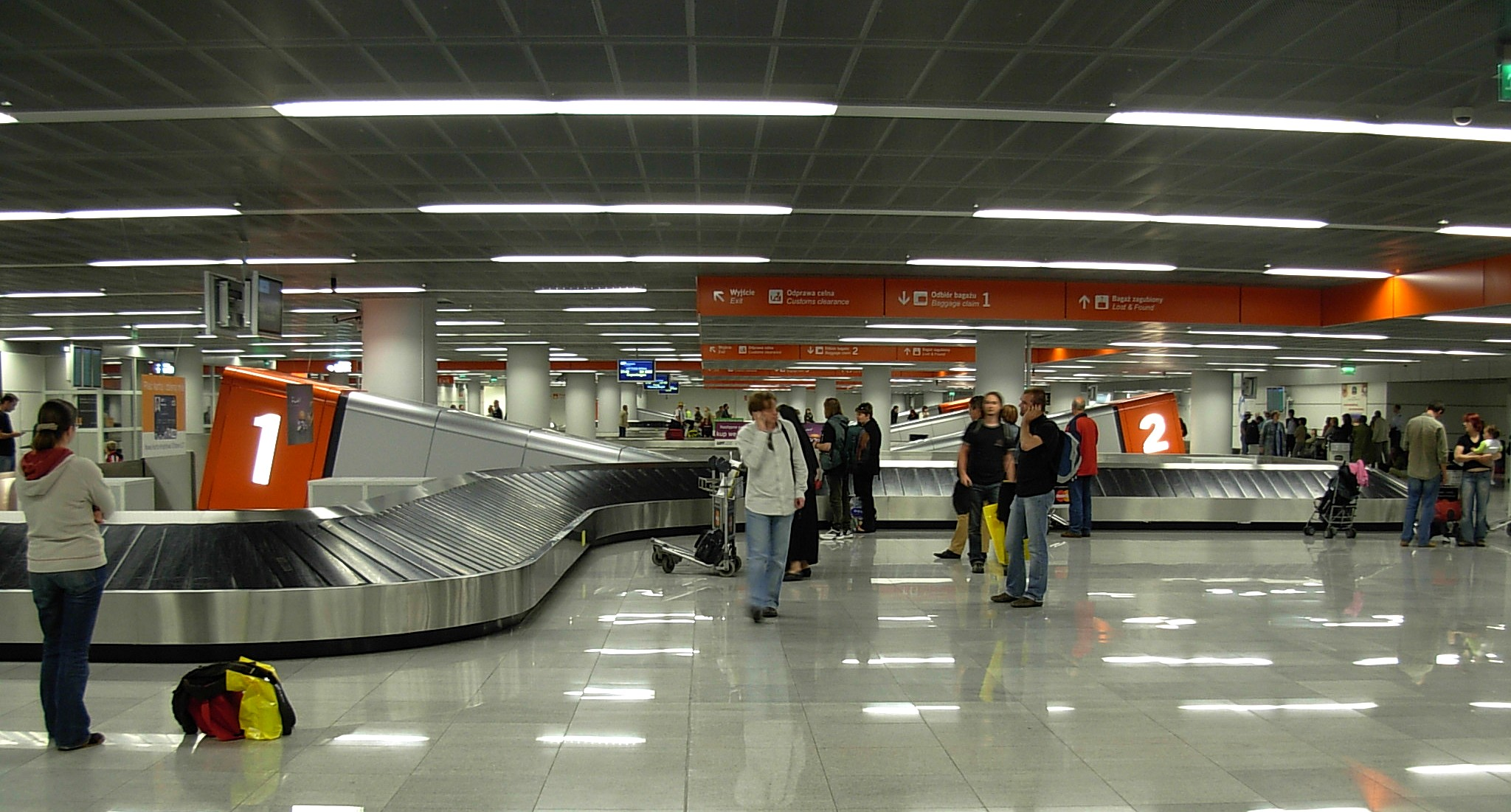
Terminal 2, area ritiro bagagli

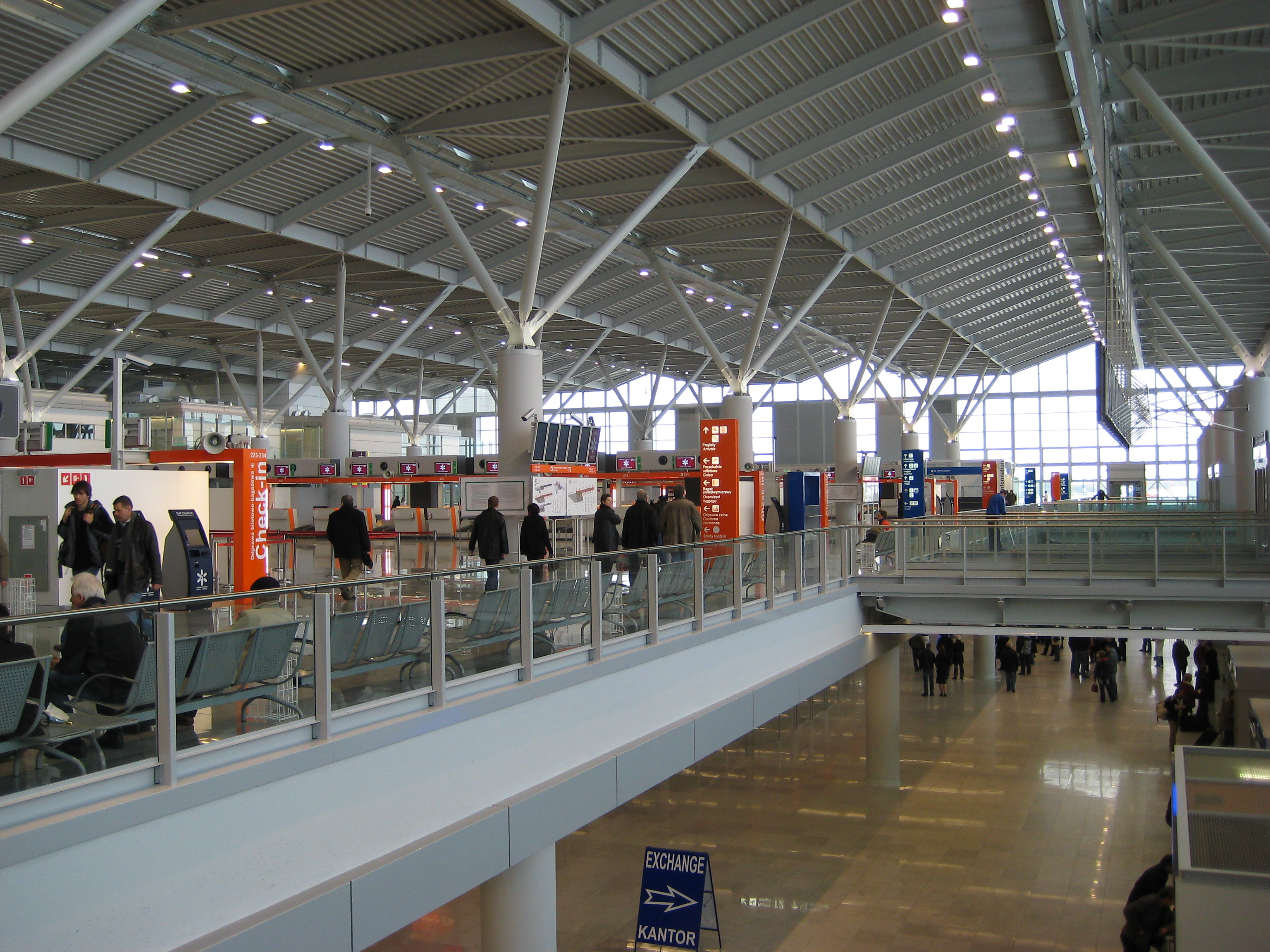
Terminal 2, partenze

L'Aeroporto di Varsavia Fryderyk Chopin (IATA: WAW, ICAO: EPWA) è un aeroporto polacco situato a 13 km a sud di Varsavia.  È l’aeroporto più trafficato della Polonia e il 28º in Europa, con 21,3 milioni di passeggeri transitati nel 2024, gestendo circa il 40% del traffico aereo polacco. L’aeroporto è l’hub centrale di LOT Polish Airlines, oltre a hub secondario di Enter Air e Wizz Air.
L'aeroporto Chopin di Varsavia copre 834 ettari di terreno e gestisce circa 300 voli giornalieri, incluso un numero considerevole di charter. Londra, Francoforte, Parigi e Amsterdam sono i collegamenti internazionali più trafficati, mentre Cracovia, Breslavia e Danzica sono quelli nazionali più popolari. Fondato nel 1934, l'aeroporto era precedentemente noto come Aeroporto di Varsavia-Okęcie, il nome del quartiere. È stato ribattezzato in onore del compositore polacco Frédéric Chopin nel 2001. Nonostante il cambiamento ufficiale, "Okęcie" ("Lotnisko Okęcie") rimane nell'uso popolare e industriale, compresi i riferimenti al traffico aereo e agli aeroporti. Una stazione ferroviaria sotterranea che collega l'aeroporto al sistema ferroviario suburbano di Varsavia è stata aperta nel giugno 2012 in tempo per i campionati di calcio Euro 2012, e il 25 novembre 2013 l'aeroporto ha annunciato di ospitare, per la prima volta nella storia, il suo 10 milionesimo passeggero in un solo anno.L'aeroporto raddoppierà il numero di passeggeri 11 anni dopo, accogliendo il suo 20 milionesimo passeggero il 6 dicembre 2024 e il 21 milionesimo il 26 dicembre 2024. Un terminal nuovo e moderno è stato completato nel 2015. L'aeroporto Chopin è uno dei tre aeroporti che servono l'area metropolitana di Varsavia, insieme all'aeroporto Modlin di Varsavia, inaugurato nel 2012, e all'aeroporto Radom di Varsavia, inaugurato nel 2023.

## Strategia
È l'aeroporto più trafficato della Polonia, di cui gestisce quasi il 50% del numero totale di passeggeri.
Fino al 2012 fu l'hub della compagnia aerea OLT Express.

### Terminal
L'aeroporto ha due terminal: il terminal 1 e il terminal 2.
Nel 2010, al fine di uniformare la denominazione degli edifici situati presso l'aeroporto, l'aeroporto Fryderyk Chopin di Varsavia ha ordinato che gli edifici esistenti "Terminal 1" e "Terminal 2" ricevessero un nome comune: "Terminal A". Un secondo cambiamento è la nuova denominazione dell'ex Terminal Aviazione VIP ora chiamato Terminal Aviazione Generale.

#### Terminal 1
La parte più vecchia del Terminal A è stata inaugurata il 1º luglio 1992.
La sua capacità iniziale era di circa 3,5 milioni di passeggeri l'anno, con la ricostruzione della linea ferroviaria l'affluenza è aumentata a circa 5,5 milioni di passeggeri.
A settembre 2012 ha iniziato la sua conversione, che si propone di integrare l'edificio
architettonico e funzionale con una nuova parte del terminal e la costruzione di un passaggio sotterraneo che collega direttamente la sala arrivi della nuova stazione ferroviaria.

#### Terminal 2
La parte più nuova del Terminal A è progettata per gestire 6,5 milioni di passeggeri l'anno.
Il numero dei banchi check-in è 70. La sala degli arrivi è stata inaugurata il 1º dicembre 2006.
L'area partenze del Terminal 2 ha ottenuto il permesso per il traffico passeggeri il 7 marzo 2008.
Il 12 marzo sono cominciati i traffici per voli charter e il 18 marzo i restanti voli di linea;
è in ulteriore espansione il molo esistente che è stato costruito a nord del molo centrale ed è stato completato il lavoro a quello sud (apertura 8 agosto 2011). I passeggeri in attesa nell'area duty free possono usufruire di un'unica grande sala la cui lunghezza è 725 m, le compagnie aeree ed i passeggeri hanno guadagnato 11 nuovi gate, che si trovano nel molo sud e del centro, il terminal dispone di 45 gate.

#### Il General Aviation Terminal
Già VIP Aviation Terminal è stato inaugurato l'8 luglio 2005. Utilizzato dai passeggeri che utilizzano aerei privati o aziendali di aviazione generale. È situato in un edificio rimodernato dal vecchio terminal aereo nazionale.
Allo stesso tempo, nel complesso aeroportuale ci sono hub di compagnie aeree cargo:
Cargo freight station - situata nella parte meridionale dell'aeroporto.
Aeroporto Militare
Si trova prima di entrare nell'aeroporto civile. Vi si trova la flotta di aerei del 36 Special Air Transport Regiment (sciolto nel mese di agosto 2011). Il terminal Aeroporto Militare (Terminal WPL) all'interno della base aerea è utilizzato specificamente per trasportare i membri delle più alte autorità del governo dello Stato che ricevono delegazioni straniere e altri compiti relativi al funzionamento dell'amministrazione statale.

## Incidenti
- Volo Alitalia 1212: il 17 dicembre 1991 un Douglas DC-9 Alitalia con numero di registrazione I-RIBN partito dall'Aeroporto di Roma-Fiumicino con atterraggio previsto alla pista 33, toccò terra ad una velocità 20-30 nodi più alta di quella raccomandata e uscì dalla pista danneggiando il carrello anteriore e la fusoliera. Tutte le 96 persone a bordo sopravvissero all'incidente.[6][7]
- Volo Polskie Linie Lotnicze LOT 016: il 1º novembre 2011 alle ore 14:30 un boeing Boeing 767-300ER della compagnia aerea polacca di bandiera, Polskie Linie Lotnicze LOT, ha effettuato un atterraggio d'emergenza all'aeroporto di Varsavia-Okęcie perché constatava problemi al carrello d'atterraggio. L'aereo, soprannominato Poznań, era partito dall'Aeroporto Internazionale di Newark-Liberty con numero di registrazione SP-LPC e numero di serie 28656. A bordo dell'aereo c'erano 220 passeggeri e 11 persone dell'equipaggio, fra cui due piloti, Tadeusz Wrona e Jerzy Szwarc.[8][9][10]